# András Sütő
Dans le nom hongrois Sütő András, le nom de famille précède le prénom, mais cet article utilise l’ordre habituel en français András Sütő, où le prénom précède le nom.
András Sütő, né le 7 juin 1927 à Cămărașu et mort le 30 septembre 2006 à Budapest, est un écrivain et homme politique roumain de culture hongroise.

## Biographie
András Sütő naît en 1927 dans une famille de paysans hungarophones dans le village de Pusztakamarás (Cămărașu en roumain) en Transylvanie roumaine. Après la Seconde Guerre, il fait ses études à l'académie de théâtre de Cluj puis devient journaliste au magazine hebdomadaire Falvak Népe jusqu'en 1954. Il s'installe à Marosvásárhely et est rédacteur du magazine littéraire Igaz Szó (1954-1957) puis du magazine Uj Élet (1957-1989).
Il est membre de la Grande Assemblée nationale de Roumanie entre 1965 et 1977. Il est également vice-président de l'Association des écrivains roumains entre 1974 et 1982.
À la fin du régime de Nicolae Ceaușescu, ses travaux sont progressivement interdits de publication. De fait, entre 1980 et 1989, il ne peut publier ses travaux qu'en Hongrie. Pendant cette période, sa famille et lui-même sont continuellement sous pression des autorités et de la Securitate.
Sütő perd son œil gauche durant les affrontements ethniques de Târgu Mureș en 1990 et doit subir un traitement médical en Hongrie.
Il reçoit le prix Kossuth en 1992.
Il meurt à Budapest le 30 septembre 2006.
En 2015 paraît The Suza Wedding Feast, traduction en anglais de sa pièce A szuzai menyegző.